# Henri Pape
Jean-Henri Pape (deutsch: Johann Heinrich Pape; * 1. Juli 1789 in Sarstedt; † 2. Februar 1875) war ein französischer Klavierbauer deutscher Geburt im frühen 19. Jahrhundert.
Pape kam 1811 nach Paris und fand Beschäftigung bei Pleyel, dessen Klavierbauunternehmen er über einige Jahre leitete. 1815 gründete Pape sein eigenes Klavierbauunternehmen. Über nahezu vierzig Jahre verbesserte er jährlich seine Klaviere mit Erfindungen. Seine ersten Flügel folgten dem englischen System von John Broadwood & Sons und Tomkinson, jedoch dauerte es nicht lange, bis Pape die Konstruktion erst verbesserte und dann die Konstruktionsprinzipien komplett veränderte.

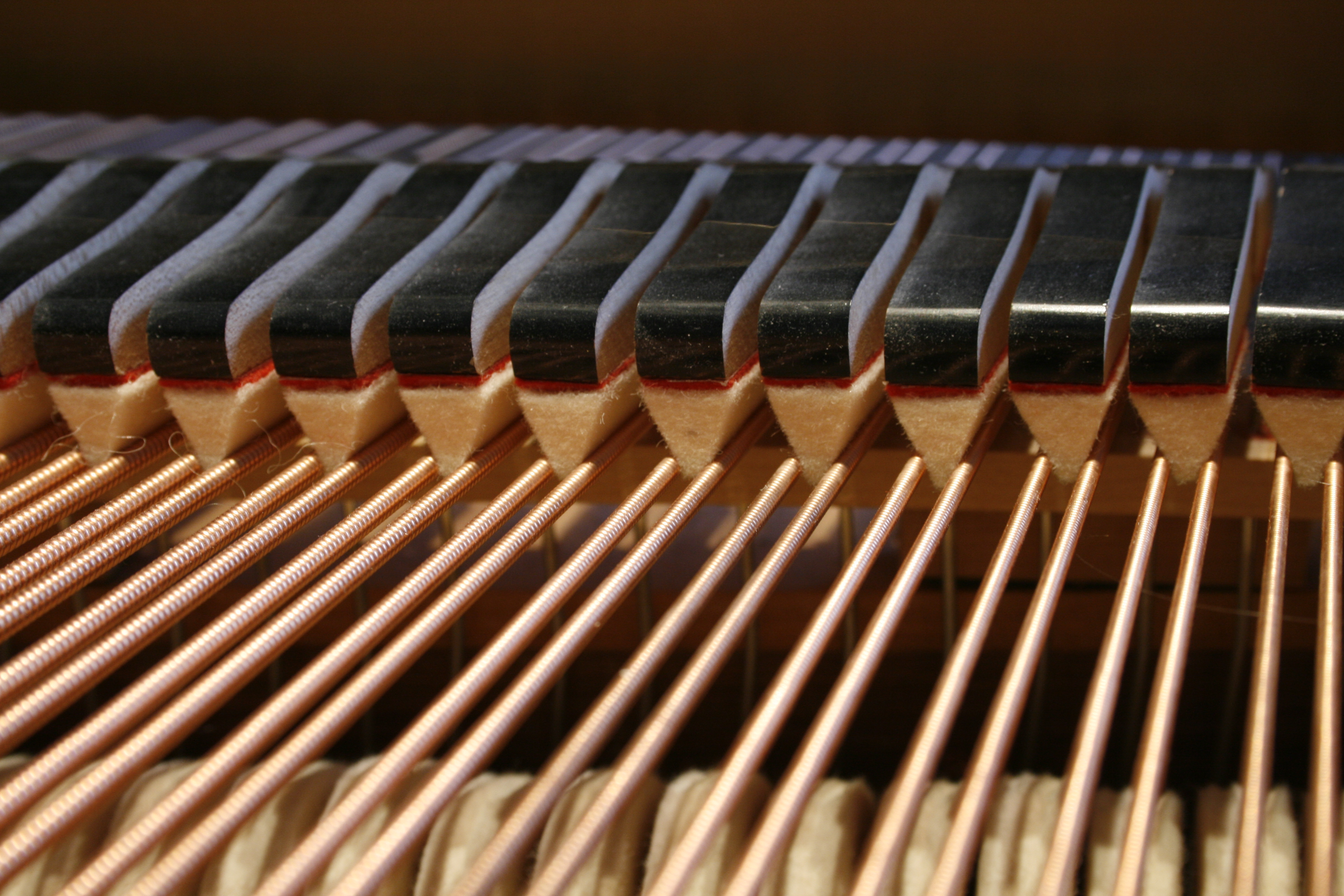
Blick auf den zweichörigen Saitenbezug eines Flügels – unten die Hammerköpfe, oben die Dämpfer

Pape konzentrierte sich auf Nachteile und Fehler bei den Tafelklavieren und Flügeln, die sich an der Hammerlücke zwischen Stimmstock und Resonanzboden auftun. Die Lösung, die Hämmer über den Saiten zu platzieren, war von Marius, dann Hildebrand und letztlich von Andreas Streicher in Wien vorausgedacht worden, aber anstelle von Hebeln und Gegengewichten nutzte Papes Anordnung eine Spiralfeder, um den Hammer schnell und nahezu ohne nachteilige Rückwirkung auf das Anschlagsgefühl anzuheben. Dies System war sehr erfolgreich, aber bei Flügeln mangelte es etwas an der Leichtigkeit und Subtilität. Die Veränderungen, die er bei Pianinos einführte, gaben seinen Instrumenten beträchtliche Kraft.
Die Arbeit dieses begnadeten Klavierbauers wurde am 19. September 1832 mit günstigen Berichten seitens der französischen Gesellschaft für die Nationale Industrie gelobt („Société d’encouragement pour l’industrie nationale“) und 1833 seitens der l'Académie des beaux-arts de l’institut de France. Pape erhielt eine Goldmedaille bei der Weltausstellung 1834. Auch eine Medaille der Ehrenlegion erhielt Pape 1839. Kundig in jeder Hinsicht der Mechanik, erfand Pape eine Maschine, um Holz oder Elfenbein zu Furnieren in Wendeln zu sägen oder zu schälen und stellte sie 1827 aus. Eines seiner Klaviere war mit Blättern von Elfenbein in einer Länge von neun Fuß und einer Breite von zwei Fuß furniert.
Eine kleine Streitschrift erinnert an seine Beiträge zu diesem Instrument (Notice sur les inventions et perfectionnements apportes par H. Pape dans la fabrication des pianos Paris, Loquin: 11 Seiten mit drei Lithographien).
1875 starb Pape in Asnières-sur-Seine bei Paris, wo er sein Leben lang über die Klavierkonstruktion geforscht hatte. Eine Zeitlang führten ein Sohn und ein Neffe die von Pape gegründete Fabrik fort.